# Trigun
Trigun (jap. トライガン Toraigan) – manga autorstwa Yasuhiro Nightowa, publikowana na łamach magazynu „Gekkan Shōnen Captain” wydawnictwa Tokuma Shoten od marca 1995 do grudnia 1996, kiedy to zaprzestano publikacji czasopisma. Kontynuacja serii, zatytułowana Trigun Maximum, ukazywała się w magazynie „Young King OURs” wydawnictwa Shōnen Gahosha od października 1997 do marca 2007.
Na podstawie mangi studio Madhouse wyprodukowało 26-odcinkowy serial anime, który emitowano od kwietnia do września 1998. Pełnometrażowy film anime, zatytułowany Trigun: Badlands Rumble, miał premierę w Japonii w kwietniu 2010. Druga adaptacja anime, zatytułowana Trigun Stampede, miała swoją premierę w styczniu 2023, a za jej produkcję odpowiadało studio Orange.
Polski przekład mangi ukazał się nakładem wydawnictwa Studio JG.

## Fabuła
Akcja toczy się na pustynnej planecie Gunsmoke, zasiedlonej ponad sto lat temu przez ludzi, którzy opuścili zniszczoną Ziemię. Życie na tej planecie bardzo przypomina realia amerykańskiego Dzikiego Zachodu. Za głowę Vasha the Stampede, znanego również jako „Człowiek Tajfun”, gdyż rzekomo zniszczył całe miasto, wyznaczono astronomiczną nagrodę w wysokości 60 miliardów doubledolarów.
Meryl Stryfe i Milly Thompson, przedstawicielki dużej firmy ubezpieczeniowej Bernardelli Insurance Society, otrzymują zadanie odnalezienia legendarnego przestępcy i, jeśli to możliwe, zminimalizowania szkód, które powoduje. Wkrótce odkrywają jednak, że Vash wcale nie jest szalonym i krwiożerczym potworem, jak sugerują plotki, lecz po prostu człowiekiem, który nieustannie wpada w niefortunne sytuacje. Vash zdaje się mieć dwie skrajne osobowości: z jednej strony bywa niegroźnym głupcem i kobieciarzem, z drugiej – niepowstrzymanym wojownikiem. Choć doskonale posługuje się bronią, jako pacyfista, pragnie jedynie „pokoju i miłości” i używa jej wyłącznie po to, by ratować życie – zarówno swoich przyjaciół, jak i wrogów.

## Bohaterowie
- Vash the Stampede (jap. ヴァッシュ・ザ・スタンピード Vasshu za Sutanpīdo)

Seiyū: Masaya Onosaka, Yoshitsugu Matsuoka (Trigun Stampede) 
- Meryl Stryfe (jap. メリル・ストライフ Meriru Sutoraifu)

Seiyū: Hiromi Tsuru, Sakura Andō (Trigun Stampede) 
- Milly Thompson (jap. ミリィ・トンプソン Mirii Tonpuson)

Seiyū: Satsuki Yukino 
- Nicholas D. Wolfwood (jap. ニコラス・D・ウルフウッド Nikorasu Dī Urufūddo)

Seiyū: Shō Hayami, Yoshimasa Hosoya (Trigun Stampede) 
- Millions Knives (jap. ミリオンズ・ナイブズ Mirionzu Naibuzu)

Seiyū: Tōru Furusawa, Junya Ikeda (Trigun Stampede) 
- Legato Bluesummers (jap. レガート・ブルーサマーズ Regāto Burūsamāzu)

Seiyū: Toshihiko Seki, Kōki Uchiyama (Trigun Stampede) 
- Rem Saverem (jap. レム・セイブレム Remu Seiburemu)

Seiyū: Aya Hisakawa, Maaya Sakamoto (Trigun Stampede) 

## Produkcja

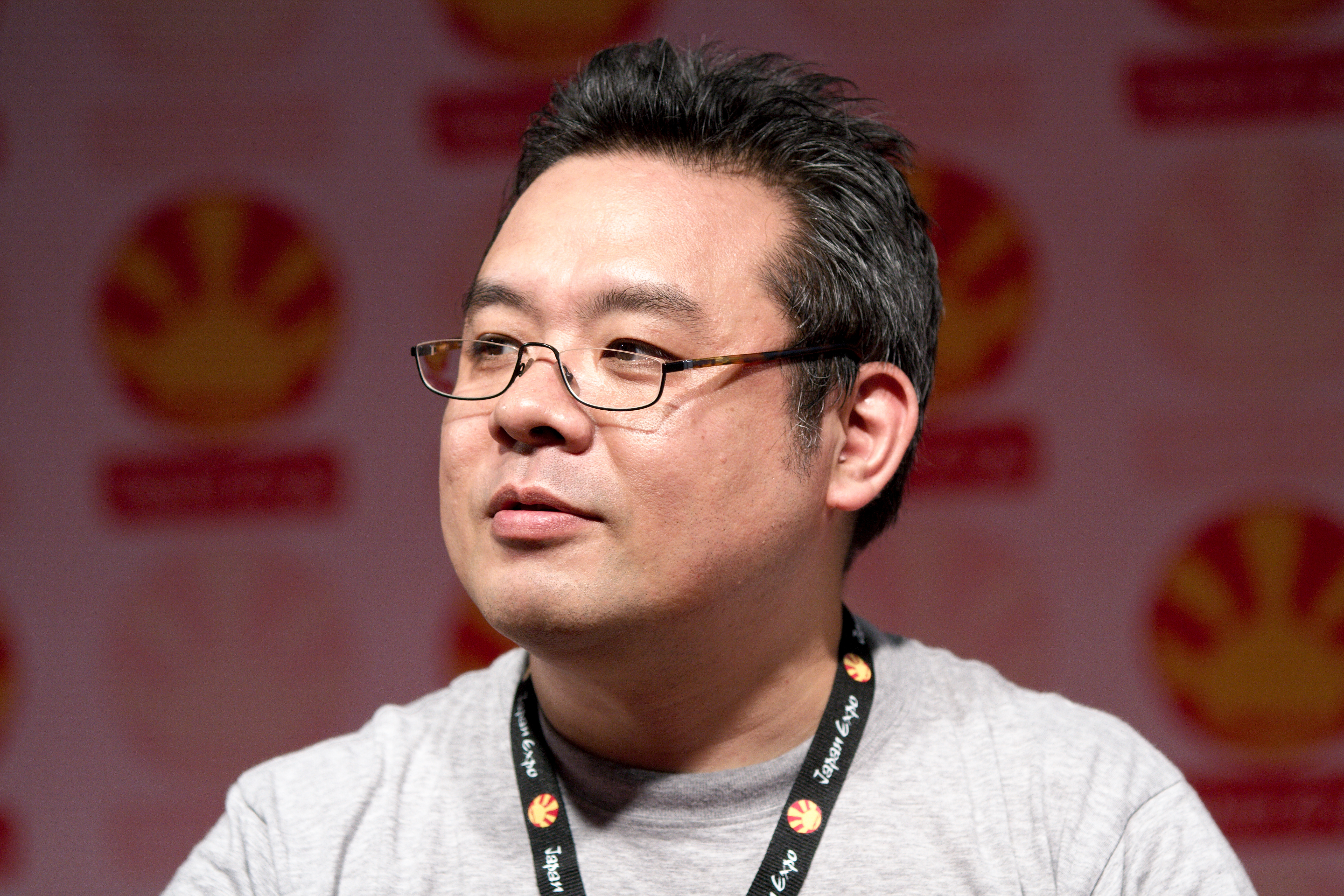
Yasuhiro Nightow, autor Triguna

Po ukończeniu studiów Yasuhiro Nightow rozpoczął pracę jako sprzedawca mieszkań w firmie budowlanej Sekisui House. Miał jednak trudności z łączeniem obowiązków zawodowych ze swoją pasją, jaką było rysowanie mang. Po odniesieniu kilku sukcesów, w tym publikacji mangi opartej na grze komputerowej Samurai Spirits w magazynie „Family Computer Magazine”, zrezygnował z pracy, aby w pełni poświęcić się rysowaniu. Seria Trigun została zaprojektowana jako połączenie westernu i science fiction, ponieważ Nightow uznał, że tego rodzaju kombinacja nie była wtedy popularna w Japonii. Aby odróżnić Vasha od typowych bohaterów filmów akcji, mangaka przedstawił go jako pacyfistę, ponieważ nie chciał, aby główny bohater był mordercą. W całej historii Vash unika zabijania wrogów, rozbrajając ich i starając się nie zadawać śmiertelnych ran w czasie walki, a jego radosna osobowość została wykorzystana do podkreślenia tej cechy.
Podczas tworzenia mangi Nightow starał się starannie rysować sceny walki, gdyż jak ujął: „Przez głowę przechodzą mi obrazy postaci poruszających się w tę i tamtą stronę, przybierających najróżniejsze niesamowite pozy akcji, ale myślenie o tym i przelanie tego na papier to zawsze dwie różne rzeczy”. Jeśli chodzi o narrację, Nightow stosuje „logiczne i intuicyjne podejście” jako swoje modus operandi, aby czytelnicy byli w stanie za nią nadążyć. Chociaż Vash jest protagonistą mangi, reżyser anime Satoshi Nishimura wybrał Meryl Stryfe jako główną postać. W anime Meryl szuka „Człowieka Tajfuna” i początkowo nie wierzy, że to Vash nim jest, ze względu na jego dziecinne zachowanie. Aby stworzyć napięcie, scenarzysta Yōsuke Kuroda zasugerował, że Vash nie odda strzału aż do piątego odcinka, co powoduje, że Meryl zdaje sobie sprawę, iż to on jest słynnym strzelcem.

## Manga
Z pomocą zaprzyjaźnionego wydawcy, Yasuhiro Nightow, po raz pierwszy opublikował one-shot Trigun w magazynie „Gekkan Shōnen Captain” 26 stycznia 1995, a regularna serializacja mangi rozpoczęła się dwa miesiące później, 25 marca. Po zamknięciu czasopisma 26 grudnia 1996, seria została zawieszona. Wydawnictwo Tokuma Shoten zebrało dotychczas opublikowane rozdziały w 3 tankōbonach, które wydawane były od 25 kwietnia 1996 do 20 stycznia 1999. Następnie wydawnictwo Shōnen Gahōsha ponownie wydało mangę w dwóch tomach, opublikowanych 2 czerwca 2000. W Polsce ta edycja została wydana w jednym tomie zbiorczym przez Studio JG.
Kiedy magazyn „Young King OURs” zwrócił się do Nightowa z propozycją rozpoczęcia nowego projektu, autor był zaniepokojony pozostawieniem Triguna niedokończonego. Poprosił więc o zgodę na kontynuację serii. W rezultacie, manga została wznowiona pod tytułem Trigun Maximum (jap. トライガンマキシマム Toraigan makishimamu) w numerze z października 1997. Nightow zaznaczył, że fabuła obu tytułów nie różni się, a jedynym powodem zmiany był nowy wydawca. Ostatni rozdział Trigun Maximum został opublikowany w marcu 2007. Wydawnictwo Shōnen Gahōsha zebrało rozdziały mangi w 14 tankōbonach, wydawanych od 23 maja 1998 do 27 lutego 2008.

### Trigun
| Nr | Data wydania (język japoński) | ISBN (język japoński) |
| -- | ----------------------------- | --------------------- |
| 1  | 25 kwietnia 1996              | ISBN 4-19-830127-1    |
| 2  | 30 października 1996          | ISBN 4-19-830144-1    |
| 3  | 20 stycznia 1999              | ISBN 4-19-830185-9    |

### Reedycja w dwóch tomach
| Nr | Język japoński | Język japoński     | Język polski    | Język polski           |
| Nr | Data wydania   | ISBN               | Data wydania    | ISBN                   |
| -- | -------------- | ------------------ | --------------- | ---------------------- |
| 1  | 2 czerwca 2000 | ISBN 4-7859-2005-X | 15 grudnia 2019 | ISBN 978-83-8001-510-4 |
| 2  | 2 czerwca 2000 | ISBN 4-7859-2006-8 | 15 grudnia 2019 | ISBN 978-83-8001-510-4 |

### Trigun Maximum
| Nr | Data wydania (język japoński) | ISBN (język japoński) |
| -- | ----------------------------- | --------------------- |
| 1  | 23 maja 1998                  | ISBN 4-7859-1842-X    |
| 2  | 18 grudnia 1998               | ISBN 4-7859-1888-8    |
| 3  | 27 października 1999          | ISBN 4-7859-1948-5    |
| 4  | 27 lipca 2000                 | ISBN 4-7859-2012-2    |
| 5  | 24 lutego 2001                | ISBN 4-7859-2066-1    |
| 6  | 5 października 2001           | ISBN 4-7859-2128-5    |
| 7  | 7 sierpnia 2002               | ISBN 4-7859-2217-6    |
| 8  | 25 kwietnia 2003              | ISBN 4-7859-2306-7    |
| 9  | 24 października 2003          | ISBN 4-7859-2369-5    |
| 10 | 27 grudnia 2004               | ISBN 4-7859-2497-7    |
| 11 | 27 grudnia 2004               | ISBN 4-7859-2498-5    |
| 12 | 2 lipca 2006                  | ISBN 4-7859-2665-1    |
| 13 | 9 listopada 2007              | ISBN 4-7859-2884-0    |
| 14 | 27 lutego 2008                | ISBN 4-7859-2923-5    |

## Anime

### Seria z 1998
Manga została zaadaptowana na 26-odcinkowy telewizyjny serial anime. Animację wykonało studio Madhouse, reżyserią zajął się Satoshi Nishimura, scenariusz napisał Yōsuke Kuroda, a za produkcję odpowiadał Shigeru Kitayama. Muzykę do serialu skomponował Tsuneo Imahori. Anime było emitowane na antenie TV Tokyo od 1 kwietnia do 30 września 1998. Odcinki serialu wydano na 13 kasetach VHS, publikowanych od 5 sierpnia 1998 do 4 sierpnia 1999.
W Polsce seria była emitowana na kanale Hyper. 

### Trigun Stampede
Druga adaptacja anime, zatytułowana Trigun Stampede, została zapowiedziana w czerwcu 2022. Seria została wyprodukowana przez studio Orange, za reżyserię odpowiadał Kenji Mutō, scenariusz napisali Tatsurō Inamoto, Shin Okashima i Yoshihisa Ueda, a muzykę skomponował Tatsuya Kato. Pierwsza część serialu była emitowana w TV Tokyo i innych stacjach od 7 stycznia do 25 marca 2023. Motywem otwierającym jest „Tombi” w wykonaniu Kvi Baby, a kończącym „Hoshi no kuzu α” (jap. 星のクズ α) autorstwa Salyu i Haruki Nakamury. Pod koniec 12. odcinka poinformowano, że w produkcji znajduje się „faza końcowa”. W lipcu 2024 ogłoszono, że będzie ona nosić tytuł Trigun Stargaze, a fabuła będzie rozgrywać się 2,5 roku po zakończeniu Trigun Stampede.

## Film kinowy
Pełnometrażowy film anime został zapowiedziany w lutym 2008, a jego premiera pierwotnie miała odbyć się w 2009 roku. Za reżyserię na podstawie scenariusza Yasuko Kobayashi odpowiadał Satoshi Nishimura, postacie zaprojektował Takahiro Yoshimatsu, muzykę skomponował Tsuneo Imahori, a animację wykonało studio Madhouse. Film, zatytułowany Trigun: Badlands Rumble, ostatecznie trafił do japońskich kin 24 kwietnia 2010.